# Первушин, Виктор Николаевич
Виктор Николаевич Первушин (14 апреля 1944, Улан-Удэ — 10 июля 2016, Дубна, Московская область) — советский и российский физик-теоретик, эксперт по квантовой теории поля, физике частиц, общей теории относительности и космологии. Развил физику каонов и пионов, теорию объединения Стандартной модели и гравитации в рамках конформной космологии.
Кандидат физико-математических наук (1970), доктор физико-математических наук (1978), профессор теоретической физики (1991). С 1971 года — научный сотрудник Лаборатории теоретической физики им. Н. Н. Боголюбова Объединённого института ядерных исследований в Дубне. В 1989—2008 годах — начальник сектора № 5 «Калибровочные теории и гравитация» ЛТФ ОИЯИ, после перехода в пенсию в 2008 году — советник при дирекции лаборатории.
В 1970—1979 годах непременный учёный секретарь организационного комитета серии научных конференций по нелокальным квантовым теориям поля созданных Д. И. Блохинцевым в городе Алушта. В 1991—1994 годах сопредседатель научных семинаров проводимых в ЛТФ ОИЯИ, Ростокском университете и Гейдельбергском университете по немецко-российской программе научно-исследовательского сотрудничества «Гейзенберг — Ландау». В 1995—2010 годах член редакционной коллегии научного журнала «Гравитация и космология».
В 1990—2015 годах сопредседатель организационного комитета трансдисциплинарной конференции «Наука. Философия. Религия», которую проводили ОИЯИ, Московская духовная академия, Институт философии АН СССР/РАН, Московский государственный университет им. М. В. Ломоносова, Православный Свято-Тихоновский гуманитарный университет, Российская академия естественных наук, Институт проблем информатики РАН, Институт научной информации по общественным наукам РАН, Фонд Андрея Первозванного, Центр национальной славы России.

## Образование
Рос в Улан-Удэ, в детстве мечтал стать строителем. Юность на Камчатке провёл под влиянием педагогов, в большинстве образованных в вузах Москвы. Получил трудовое обучение в школе, квалификационный разряд каменщика и плотника, каждое лето работал — был каменщиком на строительстве школы, тренером в пионерском лагере, рабочим-топографом геологоразведочной экспедиции Налычевской долины. В 9-м классе занял 2-е место школьной олимпиады по физике, книга «Высшая математика для начинающих и её приложения к физике» академика Я. Б. Зельдовича толкнула его к науке, стал читать научно-популярную литературу, решил поступать в МГУ.
В «День Архимеда» в 1962 году поступил на Физический факультет МГУ. Во время хрущёвской оттепели увлекался культурной и общественной жизнью Москвы, каждое лето работал в Всесоюзных студенческих строительных отрядах (ВССО) в Казахской ССР и Смоленской области.
Впечатлённый лекциями чл.-корр. АН СССР Д. И. Блохинцева, выбрал его кафедру «Теория атомного ядра» филиала НИИЯФ МГУ в Дубне для дальнейшей специализации, там же в 1968 году выпускался на основе дипломной работы по вопросу матрицы рассеяния электронно-позитронного поля выполненной под научном руководством Барбашова, по его приглашению стал его первым аспирантом в ЛТФ ОИЯИ. В конце декабря 1970 года окончил аспирантуру и защитил кандидатскую диссертацию на тему «Некоторые вопросы применения функциональных интегралов в квантовой теории поля и квантовой механике», постановку задачи которой дал академик Боголюбов. С 1 января 1971 года был зачислен в сектор Блохинцева, в начале сентября 1978 года защитил докторскую диссертацию на тему «Квантовая теория поля с киральными лагранжианами и физика мезонов низких энергий».

## Научная деятельность
При его участии был предложен один из главных результатов ЛТФ ОИЯИ — эйкональное представление амплитуд рассеяния в квантовой теории поля:
- 1971 г. — В. А. Матвеев, В. Н. Первушин и А. Н. Сисакян награждены 1-й премией Московского комитета ВЛКСМ в области науки, техники и производства.
- 1973 г. — С. П. Кулешов, В. А. Матвеев, В. Н. Первушин, А. Н. Сисакян и М. А. Смондырев награждены премией Ленинского комсомола ЦК ВЛКСМ в области науки и техники за цикл работ «Приближенные методы квантовой теории поля в физике высоких энергий».

Предложил измерение поляризуемости пиона, опыт выполнено на ускорителе заряженных частиц У-70 Института физики высоких энергий в Протвино, в 1984 году в составе группы ученых института за изучение электромагнитных взаимодействий п-мезонов, в частности обнаружение и исследование Комптон-эффекта на п-мезоне и поляризуемости пиона, и проверку гипотезы киральных аномалий, получил 1-ю премию ОИЯИ за научно-исследовательские экспериментальные работы. За исследование редкого радиационного распада каона на пион и лептоны в 2012 году Е. А. Гудзовский, В. Д. Кекелидзе, Д. Т. Мадигожин, В. Н. Первушин, Ю. К. Потребеников получили 2-ю премию ОИЯИ за 2011 год в области экспериментальной физики.
Его работы по киральной и динамическим симметриям в физике мезонов при низких энергиях привели к развитию нового подхода к расчёту амплитуд вероятности квантовых процессов в физике сильных взаимодействий. Совместно с М. К. Волковым построил киральную теорию возмущений для нелинейных мезонных лагранжианов в однопетлевом приближении, написал одну из первых монографий по этой теме. Вместе с профессором Вьетнамского национального университета Ханоя С. Х. Нгуеном выяснил как применять квантование неабелевых калибровочных полей методом функционального интеграла Фаддеева-Попова для описания связанных состояний в неабелевых калибровочных теориях. Сформулировал теорию возмущений в терминах форм Маурера — Картана, обобщил результаты академика АН УССР Д. В. Волкова для диаграмм-деревьев на петлевые диаграммы Фейнмана. Описал различные процессы физики адронов методом киральных лагранжианов, которые обосновал с помощью операторного квантования хромодинамики. Совместно с профессором Йенскного университета имени Фридриха Шиллера и Берлинского университета имени Гумбольдта Д. Эбертом разработал и применил метод функционального интеграла в билокальных полевых переменных для киральных лагранжианов, сформулировал эффективную теорию связанных с нелокальным взаимодействием частиц из калибровочной теории и получил для КХД эффективное действие мезонных полей совпадающие с суммированием 'т Хоофта планарных диаграмм Фейнмана в приближении стационарной точки. Широко известны его работы по квантованию калибровочных полей со связями, подход согласован с так фиксацией калибровки Дирака в канонической квантовой гравитации как и гамильтоновом формализмом Арновитта — Дезера — Мизнера.
В 2006—2016 гг. активно разрабатывал теоретические вопросы гравитации и космологии. При его участии проанализированы данные по красному смещению сверхновых звёзд, описан эффект интенсивного образования векторных бозонов как источник космического микроволнового фона, эффект захвата космических объектов центральным полем, предложена гамильтонова космологическая теория возмущений для описания структуры Вселенной на больших масштабах, сформулирован гамильтонов подход в общей теории относительности с использованием нелинейной реализации конформной и аффинной симметрий для описания ранней вселенной. Совместно с польским старшим лаборантом ОИЯИ и выпускником РУДН Л. А. Глинка предположил согласован с законом тяготения Ньютона в общей теории относительности и механизмом Хиггса спонтанного нарушения симметрии в Стандартной модели исходный гамильтонов подход к объединению гравитации и частиц на уровне конформной релятивистской браны в 4-мерном пространстве-времени, движущейся в калибровочном суперпространстве, которое образуют дилатон, поле Хиггса, фермионы, фотоны, W- и Z-бозоны. Совместно с российским аспирантом РУДН С. А. Шуваловым применил этот подход к частицы Хиггса, доцентом РГАУ-МСХА А. Е. Павловым издал монографию, в которой с помощью форм Маурера — Картана вывел классическую теорию гравитации как совместную нелинейную реализацию конформной и аффинной симметрий и проквантовал её в их терминах, объяснил космологические наблюдательные данные и экспериментальные факты физики свидетельствующие о доминантности вакуумной энергии, в том числу по сверхновым звёздам, тепловой анизотропии реликтового излучения, массам электрослабых бозонов и частицы Хиггса, получил нарушение масштабной инвариантности и несохранение чисел гравитонов и частиц Хиггса.
Многолетний организатор международного научно-исследовательского сотрудничества ЛТФ ОИЯИ, внёс особенный вклад в программу «Гейзенберг — Ландау» сотрудничества с Германией и программу «Боголюбов — Инфельд» сотрудничества с Польшей .

## Философия и религия
Организовал занятия философией для студентов и аспирантов филиала НИИЯФ МГУ в Дубне, увлекался нестандартными философскими проблемами, в частности связанными с процессом познания. Предполагал объединение науки и религии методом философского размышления, подчёркивал их внутренние различия. Популяризовал связи как физических наук и христианского богословия, так и философии естествознания и философии религии.
В Дубне к философии привлёк его Д. И. Блохинцев, в 1960-х и 1970-х годах организовавший в ОИЯИ конференции по философии физики, которые были местом бескомпромиссной идеологической полемики. После смерти Блохинцева, в 1984—1987 годах Первушин возродил философские совещания в Доме учёных ОИЯИ в Дубне. В феврале 1987 года участвовал в работах IV Всесоюзного совещания по философским и социальным проблемам науки и техники АН СССР в Москве.
Тесную связь с Московской духовной академией установил профессор физического факультета МГУ В. А. Никитин, раз в несколько месяцев Первушин и другие сотрудники института ездили в МДА на заседания организационного комитета формировавшейся конференции «Наука. Философия. Религия», которыми руководил заслуженный профессор МДА А. И. Осипов.
В. Н. Первушин — основатель местных религиозных организаций Дубны. В 2003 году соучредил «Православный приход храма Всех святых в земле Российской просиявших г. Дубны Московской епархии Русской православной церкви» для социального обслуживания, социальной поддержки и защиты граждан. В 2008 году соучредил «Православный приход Пантелеимоновского храма г. Дубны» для поддержки проектов в области науки, образования, просвещения.

## Семья
Сын Михаил Первушин (1974 г. р.) — окончил экономический факультет МГТУ «МАМИ» и Московскую духовную семинарию, кандидат филологических наук, старший научный сотрудника и учёный секретарь отдела древнеславянских литератур Института мировой литературы им. А. М. Горького РАН, кандидат богословия по методологии церковно-исторической науки Московской духовной академии, доцент кафедры церковной истории и преподаватель кафедры филологии, преподаватель Николо-Угрешской духовной семинарии, заведующий сектором публикаций Отдела внешних церковных связей Московского Патриархата.
Сын Никита Первушин (1968 г. р.) — специалист по международной стандартизации, профессиональным стандартам, оценке квалификаций персонала, оценке бизнеса и интеллектуальной собственности. Генеральный директор Фонда развития профессиональных квалификаций Торгово-промышленной палаты Российской Федерации, исполнительный директор некоммерческой организации «Центр оценки квалификаций».

## Важнейшие печатные труды
Научные монографии
- В. Н. Первушин, А. Е. Павлов — Принципы Квантовой Вселенной Архивная копия от 9 июля 2021 на Wayback Machine
- В. Н. Первушин — Атомы и адроны в калибровочных теориях: Лекции для молодых ученых
- А. А. Бельков, В. Н. Первушин, Д. Эберт — Низкоэнергетические предсказания современных киральных лагранжианов, основанных на динамике кварков: Лекции для молодых ученых Архивная копия от 9 июля 2021 на Wayback Machine
- М. К. Волков, В. Н. Первушин, ред. Д. И. Блохинцев — Существенно нелинейные квантовые теории, динамические симметрии и физика мезонов Архивная копия от 9 июля 2021 на Wayback Machine
- М. К. Волков, В. Н. Первушин — Квантовая теория поля с киральным лагранжианом и физика мезонов низких энергий: Лекции для молодых ученых

Отредактированные тома
- А. В. Ефремов, В. Н. Первушин (ред.) — Труды семинара, посвященного 75-летию со дня рождения Д. И. Блохинцева, Дубна, 23 января 1983 г.